# FDP-Bundesparteitag 1951
Koordinaten: 48° 7′ 17″ N, 11° 34′ 57″ O
Den Bundesparteitag der FDP 1951 hielt die FDP vom 18. bis 23. September 1951 in München ab. Es handelte sich um den 3. ordentlichen Bundesparteitag der FDP in der Bundesrepublik Deutschland. Der Parteitag fand im Salvator-Keller am Nockherberg statt.

## Verlauf und Beschlüsse
Die Begrüßungsreden hielten der Bundesvorsitzende Franz Blücher, der Landesvorsitzende Thomas Dehler und als Vertreter des bayerischen Landtags Alois Hundhammer (CSU).
Auf dem Parteitag trat der stellvertretende Landesvorsitzende der FDP Nordrhein-Westfalen Hans Albrecht Freiherr von Rechenberg bei der Wahl des Bundesvorsitzenden erfolglos als Gegenkandidat von Franz Blücher an. Das Abstimmungsergebnis lautete 153 zu 91 Stimmen.
Der Parteitag fasste Beschlüsse zur Amnestie von Kriegsverbrechern und zur Neugliederung des Bundesgebietes. Außerdem erfolgte eine deutliche Ablehnung der betrieblichen Mitbestimmung. Während der bayerische Landesvorsitzende Thomas Dehler den wirtschaftlichen Sachverstand der Gewerkschaften bestritt, argumentierten die gemäßigten Kräfte um Hermann Schäfer für die Unabhängigkeit und Vereinigungsfreiheit der Gewerkschaften.
Diskutiert wurde weiterhin über eine Überprüfung der Wahlsysteme für Bundestag und Länderparlamente, die Gründung einer parteieigenen Zeitung, eine Resolution zum Bekenntnis der FDP zum unitarischen Staatsaufbau, die Ausarbeitung eines Parteiprogramms, die Wiedereinführung des Deutschlandliedes als Nationalhymne, die Stellung des Wohnungsbaus, verschiedene Wirtschaftsfragen sowie die Entnazifizierung. Es gab Vorlagen des Vertriebenenausschusses, des Verkehrsausschusses und des finanzpolitischen Ausschusses (Einführung der Bundesfinanzverwaltung, Erfassung der Steuersünder). Außerdem wurde die Gründung eines Ausschusses für Gesundheitswesen beschlossen.
Am Rande des Parteitags kam es zu einer Sondertagung ehemaliger LDPD-Mitglieder.

## Bundesvorstand

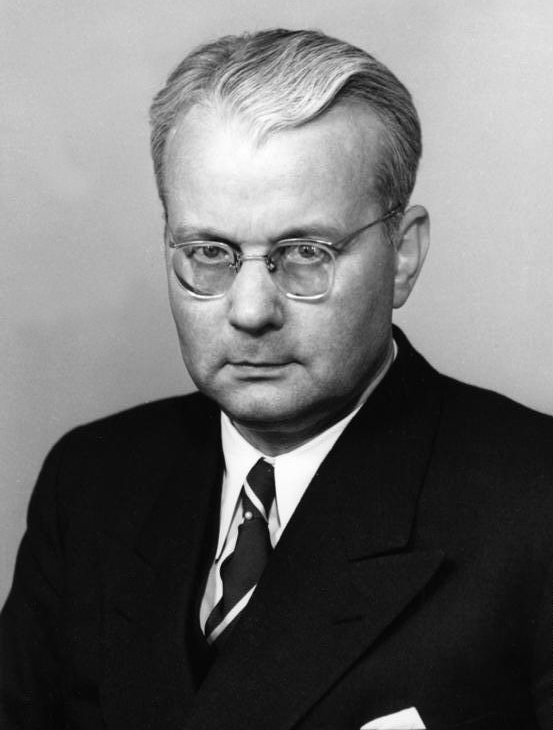
Franz Blücher (1950)

Dem Bundesvorstand gehörten nach diesem Parteitag an:
| Vorsitzender                   | Franz Blücher |
| Stellvertretender Vorsitzender | Hermann Schäfer |
| Beisitzer                      | Herta Ilk, Ernst Mayer, Erich Mende, Friedrich Middelhauve, Hans Wolfgang Rubin, Carl-Hubert Schwennicke |
| Beisitzer Gesamtvorstand       | Konrad Frühwald, Karl Hepp, Paul Luchtenberg, Marie-Elisabeth Lüders, Heinz Müller, Hans Wellhausen |
| Vertreter der Landesverbände   | Otto Bezold (Bayern), Walter Conrad (Berlin), Hermann Wenhold (Bremen), Willy Max Rademacher (Hamburg), Victor-Emanuel Preusker (Hessen), Artur Stegner (Niedersachsen), Hans Albrecht Freiherr von Rechenberg (Nordrhein-Westfalen), Anton Eberhard (Rheinland-Pfalz), Paul Waeldin (Südbaden), Hans Revenstorff (Schleswig-Holstein), Wolfgang Haußmann (Württemberg-Baden), Eduard Leuze (Württemberg-Hohenzollern) |
| Mitglieder per Amt             | Thomas Dehler (Bundesminister), Eberhard Wildermuth (Bundesminister), August-Martin Euler (Vorsitzender Bundestagsfraktion) |

## Dokumente

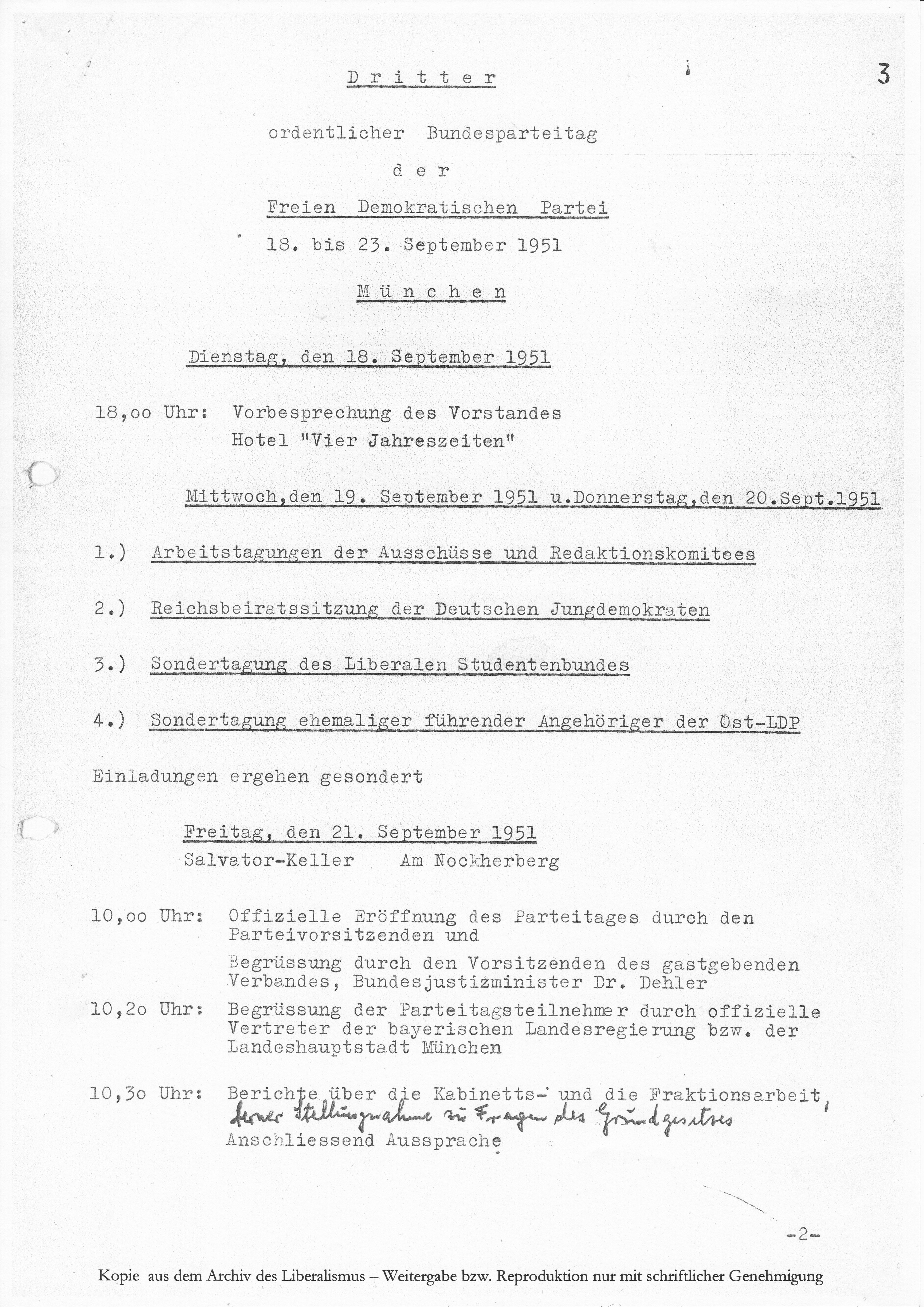
Tagungsablauf, S. 1
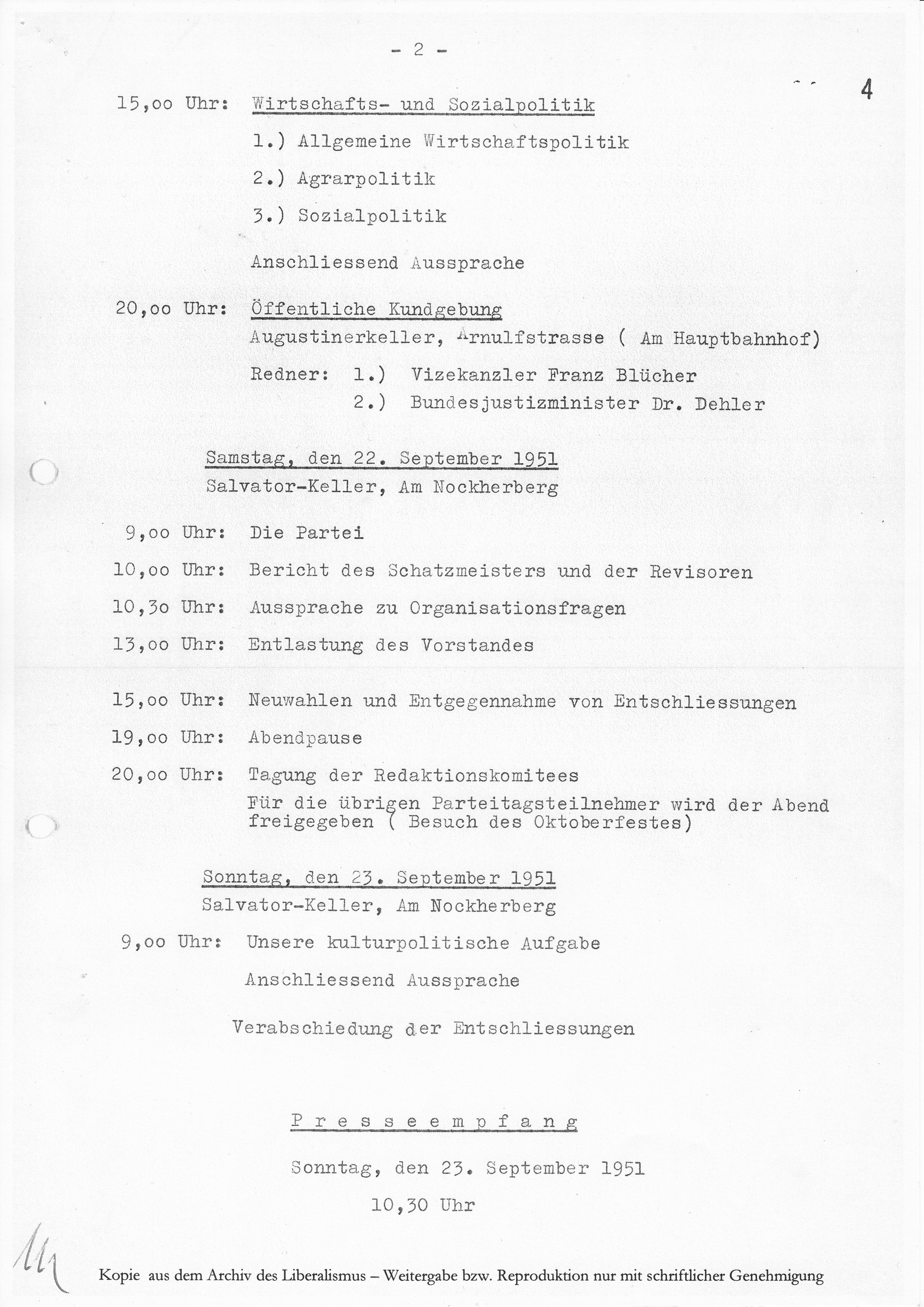
Tagungsablauf, S. 2